# La bicicleta (pel·lícula)
La bicicleta és una pel·lícula dramàtica espanyola del 2006 dirigida per Sigfrid Monleón d'un guió de Martín Román. És protagonitzada per Pilar Bardem, Sancho Gracia, Bárbara Lennie, Javier Pereira i Alberto Ferreiro.

## Argument
Ambientada a València, la trama segueix tres històries que es desenvolupen al voltant una bicicleta,, usada per tres personatges com a mitjà de transport. El noi Ramón, que aconseguit anar a estudiar a Londres amb una beca canvia la seva bicicleta al taller d'en Mario, i la bicicleta acaba en mans de la jove estudiant i missatgera Julia, que es troba amb la vella Aurora i li presta la bicicleta perquè es retrobi amb el pare del seu fill.

## Repartiment
- Pilar Bardem com a Aurora[3]
- Sancho Gracia com a Mario[3]
- Bárbara Lennie com a Julia[3]
- Javier Pereira com a Santi[3]
- Alberto Ferreiro com a Luis[3]
- José Miguel Sánchez com a Ramón[3]
- Carlos Bardem com a Antonio[4]
- Rosana Pastor com a Victoria[4]
- Juan José Otegui com a Eugenio[3]
- Albert Forner com a Guzmán[4]
- Sergi Calleja com a activista[4]
- Cristina Plazas com a Angeles[4]
- Carmen Belloch com a Carmencin[4]
- Cristóbal Suárez com a Vicente[4]

## Producció
El guió va ser escrit per Martín Román. La pel·lícula va ser produïda per Indigo Media, Wanda Vision i Fenix i va comptar amb la participació de les pubcasters espanyoles i valencianes TVE i RTVV. Va ser rodat íntegrament a València.

## Llançament
La pel·lícula es va presentar al Festival de Màlaga el març de 2006. Fou distribuïda per Nirvana Films, es va estrenar a les sales d'Espanya el 30 de juny de 2006.

## Recepció
Jonathan Holland de Variety va considerar que la pel·lícula era "ben intencionada però trontollant". Tot i això, va guanyar el Premi al millor llargmetratge de Mostra Cinema Valencià a la XXVII edició de la Mostra de València.